# Bingu wa Mutharika

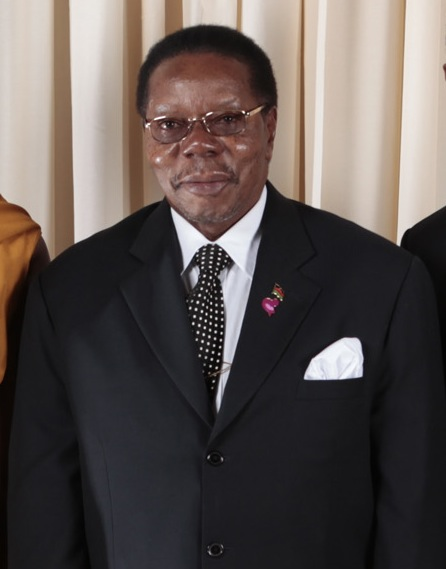
Bingu wa Mutharika

Bingu wa Mutharika (* 24. Februar 1934 in Thyolo als Ryson Webster Thom; † 5. April 2012 in Lilongwe) war ein malawischer Politiker und von 2004 bis zu seinem Tod Staatspräsident seines Landes.

## Karriere

### Aufstieg
Mutharika wurde als Sohn eines katholischen Grundschullehrers in der Nähe von Blantyre geboren, der Hauptstadt der Südregion. Er studierte an der Universität Delhi in Indien, wo er auch seinen Abschluss in Wirtschaftswissenschaften machte.
Nach seiner Zeit im öffentlichen Dienst Malawis und einer Zeit in der Regierung Sambias wechselte er 1978 zu den Vereinten Nationen, wo er schließlich Direktor für Handel und Entwicklungsfinanzierung für Afrika wurde.
Ein Grund für Mutharikas Entscheidung, zu den Vereinten Nationen zu gehen, war seine Gegnerschaft zum malawischen Regime des selbsternannten „Präsidenten auf Lebenszeit“ Hastings Kamuzu Banda. Nachdem Banda gezwungen worden war, sein Regime zu liberalisieren, war Mutharika Mitgründer der United Democratic Front, der Partei, die die erste Mehrparteienwahl Malawis 1994 gewann.
Zu dieser Zeit war Mutharika ein Anhänger des UDF-Führers Präsident Bakili Muluzi. Er wurde aber bald ein Kritiker von dessen Wirtschaftspolitik und verließ die UDF, um 1997 eine eigene Partei zu gründen, die United Party (UP). Bei den Präsidentschaftswahlen 1999 konnte er Muluzi jedoch nicht schlagen.
Mutharika löste die UP wieder auf und schloss sich erneut der UDF an, nachdem ihm die stellvertretende Leitung der Zentralbank von Malawi angetragen worden war. 2002 wurde er zum Minister für wirtschaftliche Planung und Entwicklung berufen und von Muluzi als Nachfolger nominiert.

### Präsident
Am 24. Mai 2004 gewann er die Präsidentschaftswahlen, wobei die Opposition unter John Tembo jedoch von massivem Wahlbetrug sprach. Auch die EU-Wahlbeobachter und der Commonwealth kritisierten grobe Missstände. Trotz aller Proteste wurde Mutharika sofort vereidigt.
Auch aus den Präsidentschaftswahlen vom 19. Mai 2009 ging Mutharika als Sieger hervor. Allerdings verfehlte bei den gleichzeitigen Parlamentswahlen seine Fortschrittspartei (Democratic Progressive Party, DPP) die absolute Mehrheit und erhielt 91 von 193 Sitzen. Von Wahlbeobachtern wurde vor allem die Voreingenommenheit der staatlichen Medien zu Gunsten des Präsidenten kritisiert.
Im Januar 2010 wurde er für ein Jahr zum Präsidenten der Afrikanischen Union gewählt.

### Tod
Am 5. April 2012 erlitt er einen Herzinfarkt und verstarb noch vor der Ankunft im Krankenhaus.